# Satellite (песма Лене Мајер-Ландрут)
Satellite (срп. Сателит) је поп песма немачке певачице Лене Мајер-Ландрут. Најпознатија је као песма којом је Немачка победила на Песми Евровизије 2010. године. Тиме је Лена, постала други представник Немачке са том титулом, 28 година после Никол Зајберт, која је победила на 1982. године.
Песма Лене Мајер-Ландрут изабрана је путем телегласања током националног избора за Песму Евровизије под називом Наша звезда за Осло 12. марта 2010. године. Већ следећег дана постала је доступна за дигитално преузимање и постала је најбрже продавана дигитална нумера у Немачкој икада. Дебитовала је на првом месту немачке топ-листе синглова и добила је двоструку платинасту награду. На самој Песми Евровизије 2010, која се одржала 29. маја, песма Satellite је освојила прво место са 246 поена. Након освајања Песме Евровизије, Satellite је постигла комерцијални успех широм Европе, заузевши прва места на топ-листама синглова у шест земаља и добила је бројне златне и платинасте награде.
Такође је објављена верзија песме у извођењу Џенифер Браун, такмичарке која је заузела друго место у поменутом такмичењу Наша звезда за Осло, а и та верзија се такође високо пласирала на немачким топ-листама синглова.

## Продукција
Текстописци песме Satellite су Американка Џули Фрост и Данац Џон Гордон. Фростова је изјавила да песма говори о безусловној љубави. Текст песме описује ток мисли заљубљене жене (I ɡot it bad for you), која је исфрустрирана због игнорисањаː 
I went everywhere for you
I even did my hair for you
I bought new underwear that's blue
And I wore it just the other day
Она упоређује себе са усамљеним путникомː
Like a satellite I'm in orbit all the way around you
And I would fall out into the night
Can't go a minute without your love
Како се наводи, истовремено се чини да црпи неку врсту мазохистичког задовољства из своје патње. Гордон је рекао да је песма весела, прилично једноставна и слатка, са веселим текстом и три акорда.
За финални избор за песму представника Немачке за Песму Евровизије 2010, ова песма је 12. марта 2010. године изабрана у конкуренцији између 300 композиција. 

## Позадина и композиција
Као представник „Велике четворке” земаља, Немачка се аутоматски квалификовала за финале на Песми Евровизије 2010. Немачка је добила специјалну позивницу током жреба за редослед извођења, што је омогућило немачким представницима да одаберу редни број наступа своје земље у финалу. Изабрали су позицију број 22 од 25 доступних места. 
Лена је стигла недељу дана пре финала у Осло, у Норвешку, где је имала укупно пет проба песме Satellite. Пре финала, та нумера се сматрала једном од фаворита. Кладионице су је оцениле као другог фаворита, одмах иза песме Drip Drop из Азербејџана, док је Гугл предвидео да ће управо Satellite победити. Таква предикција је била направљена на основу гуглања, одн. претрага учињених у земљама учесницама. Према норвешком листу Афтенпостен, од свих учесника, Лена је привукла највише пажње од свих учесника.
Финале је одржано 29. маја 2010. године у Теленор Арени у Ослу. Лена Мајер-Ландрут је наступала 22. од 26 извођача, у једноставној црној хаљини и изводила је на празној сцени уз четири пратећа вокала. Њена једноставан наступ одражавао је тренд који је имао успеха на недавним Песмама Евровизије, будући да није укључивала никакву врсту кореографије, плесача или спектакуларног сценског наступа. 
Satellite је укупно освојила 246 поена, што Немачкој њену прву победу од 1982. године, и прву победу Немачке као уједињене земље. Такође је постала прва победничка песма „Велике четворке” од победе групе Катрина и Вејвс за Уједињено Краљевство 1997. године, са песмом Walking on Sunshine. Песма је победила над турском песмом We Could Be the Same са разликом од 76 поена, трећом највећом у историји Песме Евровизије, након што је шведска представница Лорен остварила разлику од 113 поена на такмичењу 2012. године и Александер Рибак са разликом од 169 поена на такмичењу 2009. године. Satellite је добила максималних 12 поена девет пута и освојила поене од 27 земаља од укупно 32 колико су делили поене (не укључујући Немачку, будући да сама себи није могла дати поене). Србија је том приликом Немачки дала 8 поена за изведбу.

## Комерцијални успех
Песма коja је победила на Песми Евровизије 2009, годину дана пре тога, Fairytale Александра Рибака, постала је трећи најпродаванији сингл у Европи. Лена са својом песмом Satellite није само поновила овај успех, већ је достигла прво место на Европској листи синглова European Hot 100 Singles Chart. Ово је било први пут у историји ове листе да је песма са Песме Евровизије досегла такав висок статус.

## Пласмани
| Земља (2010)                             | Највиша позиција |
| ---------------------------------------- | ---------------- |
| Аустралија                               | 37               |
| Аустрија                                 | 2                |
| Белгија (Фландрија)                      | 4                |
| Белгија (Валонија)                       | 6                |
| Чешка Република                          | 25               |
| Данска                                   | 1                |
| Европа (Европска листа синглова Хот 100) | 1                |
| Финска                                   | 1                |
| Немачка                                  | 1                |
| Грчка Дигиталне Песме (Билборд)          | 1                |
| Мађарска                                 | 3                |
| Исланд (РУВ)                             | 1                |
| Ирска                                    | 2                |
| Израел                                   | 4                |
| Луксембург                               | 1                |
| Холандија Топ 40                         | 31               |
| Холандија Топ 100                        | 5                |
| Норвешка                                 | 1                |
| Пољска                                   | 5                |
| Словачка                                 | 6                |
| Шпанија                                  | 23               |
| Шведска                                  | 1                |
| Швајцарска                               | 1                |
| Турска (Турски сингл чарт)               | 13               |
| Велика Британија                         | 30               |

| Земља (2010)              | Пласман |
| ------------------------- | ------- |
| Аустрија                  | 11      |
| Белгија (Фландрија)       | 41      |
| Европска Топ 100 Синглови | 34      |
| Немачка                   | 3       |
| Унгарска                  | 20      |
| Холандија                 | 185     |
| Шведска                   | 31      |
| Швајцарска                | 20      |